# Volvo S60 R

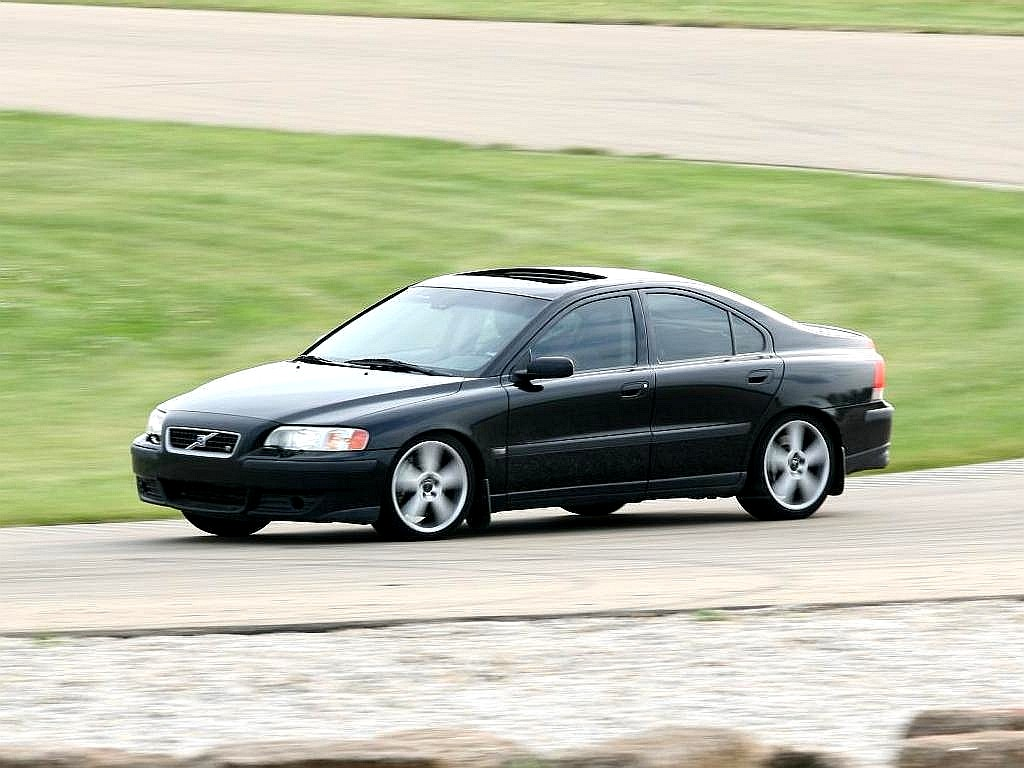
S60 R på Stratotech Park i Kanada

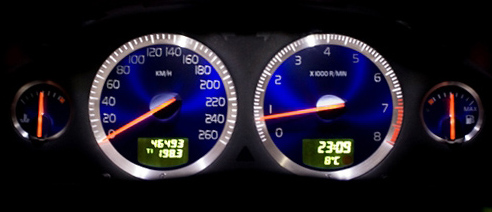
Volvo S60 R mätartavlor

Volvo Personvagnars S60 R AWD är en sportigare modell av S60:n, men ses ändå som en egen modell. R står för "Refined" och innebär att bilen har en extrem prestationsförmåga. Det står även R på flera ställen på bilen, bland annat i grillen, ratten, bromsoken, fälgarna och i klädseln. Motsvarande bil finns även i kombimodell under namnet Volvo V70R AWD.

## Några skillnader mellan S60 R och S60
- Aktivt chassi (Four-C, Continously Controlled Chassis Concept) med lägena Comfort / Sport / Advanced
- Brembo fyrkolvsok och 330 mm bromsskivor (vilket kräver fälgar med diameter 17tum som lägst)
- Blå mätartavlor (se bild)
- "Pegasus" R-fälgar i 17 eller 18 tum
- Sexväxlad manuell växellåda alternativt femstegad eller sexstegad automatiskt växlad låda
- Annan front med mindre och runda dimljus, andra strålkastare och annan grill
- Liten vinge på bakluckan
- Elstyrd förarstol (elstyrd passagerarstol är tillval)
- Egna lackfärger och egen läderklädsel som inte går att få i standardmodellen

## Motor och prestanda
Bilen har en 2,5liters turboladdad femcylindrig bensinmotor med max vridmoment på 400 Nm vid 1950-5250 varv, som driver på alla fyra hjul genom en Haldexkoppling. Effekten är 300 hk (220 kW) vid 5500 varv och topphastigheten är elektroniskt begränsad till 250 km/h. Accelerationen 0–100 km/h är 5.7 sekunder med manuell låda.

### Modeller och motorprogram
| Modellnamn                        | Effekt (hk) | Vridmoment (Nm@rpm) | Volym (cm³) | Motormodell | Kommentar                                       |
| --------------------------------- | ----------- | ------------------- | ----------- | ----------- | ----------------------------------------------- |
| R AWD (5-vxl automat) (2004-2006) | 300         | 350@1800-6000       | 2521        | B5254 T5    | Rak Femcylindrig bensinmotor med högtrycksturbo |
| R AWD (6-vxl automat) (2006-2008) | 300         | 400@1950-5250       | 2521        | B5254 T4    | Rak Femcylindrig bensinmotor med högtrycksturbo |
| R AWD (Manuell) (2004-2008)       | 300         | 400@1950-5250       | 2521        | B5254 T4    | Rak Femcylindrig bensinmotor med högtrycksturbo |